# Gonomyia (Gonomyia) chiapasensis
Gonomyia (Gonomyia) chiapasensis is een tweevleugelige uit de familie steltmuggen (Limoniidae). De soort komt voor in het Neotropisch gebied.